# Agua Blanca (Guatemala)
Pour les articles homonymes, voir Agua Blanca.
Agua Blanca est une ville du Guatemala dans le département de Jutiapa.